# 애프터 미투
애프터 미투(#AfterMeToo)는 한국에서 제작된 강유가람 감독의 2022년 다큐멘터리 영화이다.
미투 운동에 관해 다룬 영화이다.